# Krivodol
Krivodol (în bulgară Криводол) este un oraș în partea de nord-vest a Bulgariei. Aparține de  Obștina Krivodol, Regiunea Vrața.

## Demografie
Componența etnică a orașului Krivodol
     Bulgari (73,64%)
     Romi (10,07%)
     Nicio identificare (16,28%)
     Altele (0,72%)
La recensământul din 2011, populația orașului Krivodol era de 3.157 locuitori. Din punct de vedere etnic, majoritatea locuitorilor (73,64%) erau bulgari, cu o minoritate de romi (10,07%). Pentru 16,28% din locuitori nu este cunoscută apartenența etnică.